# ATI Multi Rendering
ATI Multi-Rendering (AMR) — це відеотехнологія, створена ATI Technologies, яка дозволяє одному комп’ютеру використовувати більше одного відеопроцесора. Створений у 2002 році, AMR використовує технологію, яку ATI називає «Super Tiling», для з’єднання кількох (двох або більше) відеокарт разом. AMR в основному використовувався Evans & Sutherland для комерційних авіаційних тренажерів через його здатність використовувати більше двох VPU. ATI представила версію AMR «споживчого рівня», яку вони називають CrossFire.

## Super Tiling
Super Tiling – це технологія, яка розбиває екран на рівні частини, розмір яких залежить від кількості VPU. Ці поділки називаються плитками. Часткові зображення потім об’єднуються та відображаються на екрані. Хоча про метод з’єднання відомо небагато, це може бути пристрій, який з’єднує карти разом за методом, подібним до карти мосту SLI від nVidia, або він може передавати дані через невикористані порти PCIe (оскільки кожна карта буде в слоті 16X, але працюватиме лише з 8-кратною швидкістю з’єднання)

## Вихід на споживчий ринок
Офіційна назва комерційного варіанту AMR — ATI CrossFire. Чипсет був випущений з ядром ATI R520 для платформ Intel і AMD влітку 2005 року.